# Cshomjone szaranghamnida
A Cshomjone szaranghamnida (hangul: 초면에 사랑합니다, RR: Chomyeone Saranghamnida), angol címén The Secret Life of My Secretary, 2019-ben bemutatott dél-koreai televíziós sorozat, melyet az SBS csatorna vetített Kim Jonggvang (Kim Young-kwang), Csin Gidzsu (Jin Ki-joo), Kim Dzsegjong (Kim Jae-gyeong) és Ku Dzsaszong (Koo Ja-seong) főszereplésével.

## Szereplők
- Kim Jonggvang (Kim Young-kwang) (김영광): To Minik (도민익, Do Min-ik)
- Csin Gidzsu (Jin Ki-joo) (진기주): Csong Galhi (정갈희, Jung Gal-hee)
- Kim Dzsegjong (Kim Jae-gyeung) (김재경): Veronica Park/Pak Okszun (베로니카 박 / 박옥순, Veronica Park/Park Ok-sun)
- Ku Dzsaszong (Koo Ja-seong) (구자성): Ki Dedzsu (기대주, Ki Dae-joo)

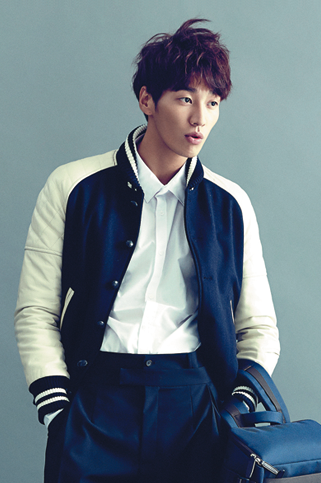
Kim Jonggvang (Kim Young-kwang)
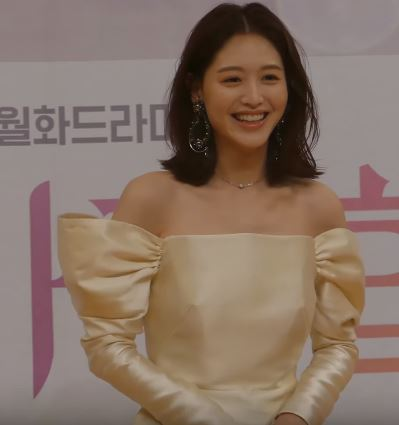
Kim Dzsegjong (Kim Jae-gyeung)
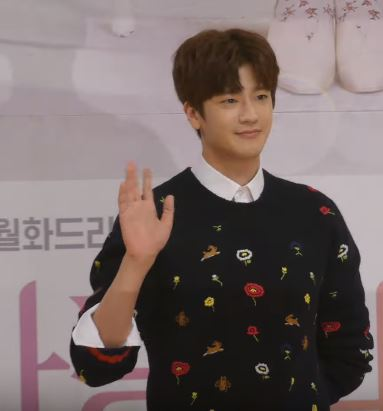
Ku Dzsaszong (Koo Ja-seong)